# Bufotoxina

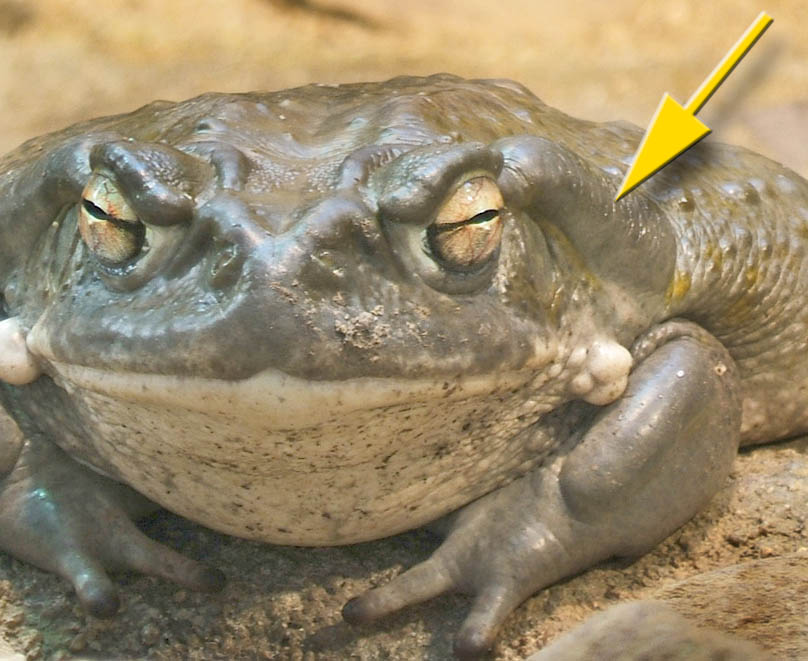
Incilius alvarius (o Bufo alvarius), una de las especies de sapos estudiados por la toxicidad de su mucus, producido por las glándulas parotoides (flecha amarilla)

Las bufotoxinas constituyen una familia de lactonas esteroides tóxicas que se encuentran en las glándulas parotoides, piel y veneno de muchos sapos (género Bufo); otros anfibios y algunas plantas y setas. La composición exacta varía mucho con la fuente específica de la toxina. En concreto, puede contener: 5-MeO-DMT, bufagina, bufalina, bufotalina, bufotenina, bufotionina, epinefrina, norepinefrina, y serotonina. El término bufotoxina también se puede usar específicamente para describir una bufagina con suberilargina conjugada
La sustancia tóxica presente en los sapos se puede dividir por su estructura química en dos grupos:
- Bufofagina: son compuestos con actividad sobre el corazón, sintetizadas a partir del colesterol, con una actividad similar a la de los digitálicos. Estos glucósidos cardíacos tienen un núcleo esteroide, con un anillo lactona en el carbono 17, imprescindible para su actividad sobre el corazón, y en el carbono 3 se produce los enlaces glucosídicos que le confieren sus propiedades físicas (solubilidad y liposolubilidad), y su potencia, así como el grado de unión a proteínas plasmáticas, su velocidad de eliminación del organismo y la duración del efecto.[5]
- Bufotoxina: es una sustancia que se forma resultado de la unión de bufofagina con arginina. Actúa a nivel enzimático inhibiendo la bomba Na/K ATPasa a nivel del músculo cardíaco, bloqueando los canales de sodio. Esto va a suponer un aumento de la concentración de calcio intracelular que va a incrementar la fuerza de contracción del corazón y a la vez reduce la frecuencia cardiaca. Van a producir una serie de síntomas a nivel cardiaco, como arritmias, bloqueo sinusal, fibrilación y paro cardíaco, que puede llevar a la muerte.[5]
- Bufoteninas: son compuestos con una actividad similar a la serotonina. Son bases orgánicas que contienen un anillo indol, que les confiere un efecto vasopresor. Algunos autores le atribuyen a la triptamina (5-metoxi-N-N-dimetiltriptamina) un efecto alucinógeno, pero esta se encuentra únicamente en la especie Bufo alvarius, cuyo hábitat natural son las zonas desérticas de Estados Unidos.[5]
- Catecolaminas: 
  - Adrenalina: sustancia agonista del sistema nervioso autónomo que tiene acción sobre los receptores α1, α2, β1 y β2. Los receptores α1 producen una vasoconstricción en piel y vísceras; tiene acción vasodilatadora en músculos y bronquios por acción sobre los receptores β2 y también sobre los β1, produciendo un aumento en la contracción del corazón y la frecuencia cardiaca (inotrópico y cronotrópico positivo).[5]
  - Noradrenalina: es una sustancia activadora del sistema nervioso autónomo que activa los receptores α1 y β1 con una acción similar a la que presenta la adrenalina adrenalina.[5]

Los animales más intoxicados por este tipo de compuesto son los perros. Introducen los sapos en la boca, de forma que estimula la secreción de toxinas desde la glándula paratoidea del sapo hasta la boca del perro, produciéndose la absorción de la toxina a través de la mucosa bucal. La bufotoxina se absorbe con rápidamente, originando numerosos síntomas tales como irritación de la mucosa oral, salivación, disnea, dificultad de movimientos, arritmia, aumento de la defecación y la micción, dolor abdominal, depresión a nivel del sistema nervioso central, convulsiones, edema pulmonar, cianosis y muerte.

## Manifestaciones clínicas
La intoxicación será leve si el animal presenta irritación de la mucosa oral y excesiva salivación. Si la ingesta de bufotoxina es mayor, aparecerá también una depresión del sistema nervioso, ataxia, arritmias y un aumento de la defecación y de la micción. Se considera una intoxicación severa si además de los síntomas anteriores, hay dolor abdominal, edema pulmonar, cianosis, disnea y muerte del animal.

## Tratamiento
El tratamiento para este tipo de intoxicación consiste en hacer un lavado de la boca del animal con agua (mientras que el animal esté consciente). Si se hubiera ingerido el sapo habría que inducir el vómito (si no hay hipersalivación) con un emético y si observamos signos de la intoxicación debe estabilizarse y extraer el sapo vía endoscópica o mediante cirugía.
Otra alternativa, es administrar múltiples dosis de carbón activo, un adsorbente, junto con un catártico, para evitar la absorción de la toxina y así no se produzcan los efectos tóxicos. Las convulsiones se tratan con barbitúricos o benzodiazepinas. Es imprescindible la reposición de fluidos vía parenteral. También conviene realizar una auscultación, además de medir la frecuencia cardiaca del animal, y evaluación de la perfusión sanguínea, para poder estimar la gravedad de la intoxicación. Si el animal tuviera arritmias o signos de shock habría que monitorizarle utilizando electrocardiogramas. En caso de que presente bradicardia, se debería administrar atropina para aumentar el ritmo cardiaco, mientras que en caso de que presente taquicardia, conviene usar agonistas β-adrenérgicos, para disminuir el ritmo caridaco. Si existiese hipercalemia tratamos con insulina, glucosa y bicarbonato sódico. La administración de sales de calcio está contraindicada en este tipo de intoxicación.

## Especies
Los sapos que se sabe que secretan bufotoxina son:
- Bufo alvarius
- Bufo americanus
- Bufo arenarum
- Bufo asper
- Bufo blombergi
- Bufo boreas
- Bufo soplo
- Bufo bufo gargarizans
- Bufo formosus
- Bufo fowleri
- Bufo marinus
- Bufo melanostictus
- Bufo peltocephalus
- Bufo quercicus
- Bufo regularis
- Bufo valliceps
- Bufo viridis
- Bufo vulgaris

## Extractos
Extractos de la piel de ciertos sapos asiáticos, como Bufo bufo gargarizans, a menudo se encuentran en algunos remedios populares chinos.